# Onlineberatung
Der Begriff Onlineberatung (auch: Internetberatung oder Online-Beratung) bezeichnet eine computergestützte Beratung, die über das Internet medial vermittelt und interaktiv stattfindet.

## Allgemeines
Unter dem Sammelbegriff Onlineberatung werden sehr verschiedene Interaktionsprozesse zusammengefasst. Konkrete Kommunikationsformen sind: E-Mail-Beratung, Chatberatung, Beratung in Foren. Inhaltlich unterscheidet sich Onlineberatung in Zielgruppenausrichtung, Themenfeld (rechtlich, psychologisch, pädagogisch) und Beratungskonzepten (Fachberatung oder Prozessberatung). Beratung setzt eine wechselseitige Bezugnahme zwischen Beratendem und Ratsuchendem (Klienten, Kunden, Mandanten, Patienten usw.) voraus. Von Onlineberatung kann nur gesprochen werden, wenn die Beratung darüber hinaus im Internet selbst interaktiv stattfindet. Dies kann als eigenständiger Beratungsprozess geschehen, es kann aber auch sein, dass es temporär vor Beginn einer unmittelbaren Beratung von "Angesicht zu Angesicht" geschieht (Kontaktanbahnung) oder zwischen den regulären Beratungssitzungen. Das Internet eröffnet als interaktive Kommunikationsplattform auch für Beratung neue Möglichkeiten. Beratungseinrichtungen gewerblich-privater Art sowie vor allem aus dem kirchlichen und sozialen Bereich wie auch Freiberufler bieten Onlineberatung an. Darüber hinaus bietet die Verbraucherzentrale Beratung zu den Themen Verbraucherrecht und Energiesparen online an. Vereinzelt wird diese Möglichkeit auch bereits von Behörden im Rahmen des sich entwickelnden E-Governments genutzt.
Eine Marktanalyse hat ergeben, dass bei den gegenwärtig angebotenen Apps in den Kategorien "Medizin" und „Gesundheit und Wellness“ Produkte mit diagnostischem oder therapeutischem Anspruch bisher eher selten sind. Im März 2017 wurde im Livestream des BMG unter dem Motto #gesundheitdigital auch ein Gütesiegel für Gesundheitsapps ins Gespräch gebracht. Hier stellt sich die Frage, ob nicht eine wissenschaftlich nachgewiesene Wirksamkeit, wie bspw. beim studiengestützten Online-Therapieprogramm deprexis24, ausreicht.

## Psychosoziale und kirchliche Angebote
Seit vielen Jahren gibt es auf Initiative der Bundeskonferenz Erziehungsberatung auch Online-Beratungen für Eltern und Jugendliche – virtuelle Erziehungsberatung. Initiativen und Einrichtungen der psychosozialen Lebensberatungen der Kirchen bieten bereits seit Mitte der 1990er Jahre Onlineberatung an. So hat die Telefonseelsorge Deutschland, die schon seit den 1950er Jahren mit medialer Beratungsarbeit vertraut ist, Pionierarbeit in diesem Bereich geleistet. Landeskirchen, Diözesen, kirchliche Beratungsstellen sowie die Spitzenverbände der freien Wohlfahrtspflege, AWO, Der Paritätische Wohlfahrtsverband, Diakonie und Caritas entwickelten in den letzten Jahren auch Angebote der interaktiven Kommunikation im Netz. Als Beispiele können hier genannt werden: Der Kinderschutzbund, Pro familia (Deutschland), die Internetseelsorge, die Schwangerschaftsberatung des skf, das Beratungs-Portal der Caritas zu den Themen Schwangerschaftsberatung, psychosoziale Beratung für Kinder und Jugendliche durch Nummer gegen Kummer und Jugendnotmail.de, Eltern- und Jugendberatung, Suchtberatung, Kurberatung für Mütter, Beratung bei Behinderung und psychischer Erkrankung sowie Generationsübergreifende Freiwilligendienste, das Online-Beratungsangebot der Jugendmigrationsdienste (JMD) für junge Menschen mit Migrationshintergrund, und die Virtuelle Beratungsstelle der Katholischen Bundeskonferenz für Ehe-, Familien- und Lebensberatung (KBKEFL). Neuere Entwicklungen verbinden die Vorteile der Online- und Präsenzberatung als Blended Counceling (z. B. Drogenberatung mit Unterstützung einer App in Frankfurt).

## Erfahrungen aus der Praxis: Nähe durch Distanz
Studien und Erfahrungen aus der Praxis von Onlineberatung zeigen, dass entgegen den zunächst vermuteten Erwartungen die Beratungskontakte im Internet emotional intensiv sind. Ratsuchende beschreiben häufig, dass sie über Problembereiche kommunizieren, die sie am Telefon niemandem anvertrauen würden. Gerade diese Form eines niederschwelligen Angebots und die Möglichkeit der Anonymität im Internet bewirken, dass Onlineberatung intensiv stattfinden kann. Dabei entsteht die paradoxe Situation einer Nähe durch Distanz, die etwa auch bei der Telefonseelsorge beschrieben wird. Diese Distanz bewirkt, dass gesellschaftlich tabuisierte Themen angesprochen werden: Sexualität, Umgang mit Gewalt, Sterben, Tod und selbstverletzendes Verhalten. Ratsuchende bei Onlineberatungsanbietern erleben Chat- und Mailkommunikation noch niederschwelliger als das Telefongespräch, da sie im Internet nicht einmal ihre Stimme zu erkennen geben müssen.

## Unterschiede im psychosozialen Bereich
Es gibt konzeptionell erhebliche Unterschiede bei dieser Beratungsform: Viele Onlineberater geben sich als Person zu erkennen, indem sie ein Kurzprofil ihrer Person – zum Teil mit Foto – auf ihre Internetseite setzen. Es gibt im Gegensatz dazu aber auch das Konzept, dass Berater und Ratsuchende anonym bleiben. Dieses Onlineberatungskonzept praktiziert die Telefonseelsorge mit z. T. ehrenamtlich tätigen Laien und Organisationen aus der Selbsthilfe analog zu ihren Grundsätzen am Telefon. Die Anonymität der Berater bewirkt zum Teil, dass sich auch Menschen mit schweren Traumata melden, die es nach eigenen Angaben nicht aushalten würden, sich einem Gegenüber mit dem meist schambesetzten Thema zu offenbaren. Demgegenüber gibt es aber auch Ratsuchende, die sich gezielt Berater per Foto und Kurzprofil auswählen. Onlineberatung unterscheidet sich somit auch im psychosozialen Bereich in vielerlei Hinsicht: konzeptionell, hinsichtlich Präsentation, bezüglich des Mediums, hinsichtlich der Zielgruppe und in Bezug auf den Anbieter.

## Beratung durch andere Freiberufler
Seit einigen Jahren bieten auch Freiberufler Beratung per Internet an. Dies stellt eine Erweiterung des eigenen Angebots dar, weil bei vielen Freien Berufen individuelle Beratung eine Kernaufgabe ist. Dies betrifft unter anderem Anwälte, Ärzte, Notare, Steuerberater und Wirtschaftsprüfer. Die Unsicherheit des Netzes stellt für die freien Berufe, bezogen auf das Vertrauensverhältnis mit ihrer Klientel, ein erhebliches Problem dar. Diese Berufsgruppen sind in der Regel strafrechtlich verpflichtet, Privatgeheimnisse nicht zu offenbaren. Eine Veröffentlichung der Online-Kommunikation durch unverschlüsselte Internetkommunikation stellt jedoch einen Widerspruch zum vertraulichen Gespräch dar, der sich nur durch sichere Rahmenbedingungen wie obligatorische Verschlüsselung lösen lässt. Immer häufiger werden innerhalb eines herkömmlichen Beratungsprozesses medial vermittelte Sequenzen eingebaut. So muss ein Mandant nicht wegen jeder Entwicklung eines laufenden Verfahrens in die Anwaltskanzlei kommen. Briefvorlagen werden per Internet ausgetauscht und diskutiert, bevor weitergehende Schritte eingeleitet werden.

## Gefahren bei Onlineberatung
Die Beratung im Internet bringt neue Probleme mit sich. Die scheinbare Anonymität des Netzes verführt Menschen dazu, Dinge preiszugeben, die sie sonst in der Öffentlichkeit niemals benennen würden. Problematisch kann hierbei sein:
- Das Internet ist nicht sicher, so dass Dritte ggf. mitlesen. Eine unverschlüsselte E-Mail ist dabei nicht geeignet, vertrauliche bzw. personenbezogene Daten zu kommunizieren. Hier sollte eine Verschlüsselungstechnik, z. B. PGP oder dessen freie Variante GnuPG angewandt werden.
- Da verwendete Benutzernamen häufig identisch sind und in unterschiedlichen Web-Zusammenhängen eingesetzt werden, besteht die Gefahr, dass umfangreiche Persönlichkeitsprofile von unberechtigter Seite erstellt werden.
- Auch über Pharming können Dritte Zugriff auf Beratungsdaten erhalten. Gerade bei gezielten Angriffen auf einzelne Personen wird diese Form u. a. von illegal arbeitenden Auskunfteien eingesetzt. Diese erstellen komplexe Profile über die jeweilige Zielperson. Auftraggeber nutzen die gewonnenen Informationen z. B. bei Stellenbesetzungen, Kreditvergaben, Versicherungen u. a.
- Die Einrichtungen, die Onlineberatung anbieten, sollten deshalb die Nutzer über die verbleibenden Gefahren aufklären und aufzeigen, wie Ratsuchende durch Selbstdatenschutz den Gefahren aktiv entgegenwirken können.

Abhilfe kann dabei ein umfassendes Sicherheitskonzept leisten, wenn es aktuell ist und den unterschiedlichsten Bedrohungen aktiv entgegenwirkt und auch die Ratsuchenden aufklärt. Zusätzlich zu den Sicherheitsfragen ist jedoch auch wichtig zu klären, wie die Organisation selbst mit den Inhalten der Beratung umgeht. Dabei wird Datenschutz gerade in solch sensiblen Bereichen immer wichtiger, da die Organisation dafür verantwortlich ist, was mit den Daten der Ratsuchenden genau geschieht.
Bei einer Onlineberatung können neue Formen der Kommunikationsstörungen auftreten, die den Beratern nicht bewusst werden, weil ihnen vertraute Kommunikationssituationen durch Korrektive wie Körperhaltung, Mimik und Stimmenklang geprägt sind. Die Erfahrungen der ersten Studien zu Onlineberatung und die Evaluationen der Pioniereinrichtungen aufzugreifen und weiterzuentwickeln stellt im Bereich der Onlineberatung somit eine zentrale Herausforderung dar. Neben den wichtigen, vor allem technisch bedingten Gefahren der Datensicherheit, sind bei psychologischer Onlineberatung ebenso klar die Gefahren im Blick auf die Ratsuchenden und auf die Berater zu bedenken. Je ein Beispiel soll das Thema veranschaulichen:
Ratsuchende können durch den niedrigschwelligen Zugang zur Onlineberatung den Weg zu einer face to face-Beratung verpassen, wenn sie durch das Homepageangebot oder durch den Berater nicht auf die Grenzen der Onlineberatung aufmerksam gemacht werden. Aus den Forschungsergebnissen wissen wir allerdings, dass viele Ratsuchende über eine Onlineberatung zu einer ftf-Beratung kommen. Andere, mit ernsthaften Störungen, könnten dagegen wertvolle Zeit verlieren oder gar fehlgeleitet werden. Wer um diese Gefahr weiß, wird ihr auch zu begegnen wissen.
Berater können in die Gefahr kommen, der Beschleunigung, die durch die Technologie ausgelöst wird, zu erliegen. An sich bietet wenigstens die E-Mailberatung die Möglichkeit, sich genügend Zeit zu nehmen, einen Text gründlich zu lesen und eine Antwort vor dem Versenden nochmals zu bedenken. Die Umstände können aber dazu verleiten, schnell zu reagieren und in eine Antworthektik zu gleiten, die ein Ausbrennen des Beraters auslösen oder beschleunigen kann. Dies ist dann umso wahrscheinlicher, wenn eine Institution wenig Zeit für eine E-Mail Antwort zur Verfügung stellt, wenn die Ressourcen knapp sind, wenn der Berater/die Beraterin auf einsamen Posten arbeitet oder wenn die Onlineberatung einen zu großen Anteil des gesamten Beratungspensums ausfüllt.
Traumatisierte Berater in der nicht professionellen Onlineberatung können sich einer sehr hohen Eigengefährdung aussetzen. Dadurch, dass die Ratsuchenden offener in der Onlineberatung über ihre Erlebnisse schreiben, werden traumatisierte Berater unweigerlich ihrem eigenen Trauma ausgesetzt. Hier sind Parallelen zu den Selbsthilfegruppen der 80er Jahre feststellbar. Ein ehrenamtlicher Onlineberater wird in diesen Fällen einen ratsuchenden User nur so weit bringen können, wie er selber mit seiner Traumabearbeitung gekommen ist. Diesen Gefahren müssen sich Onlineberatungsstellen bewusst sein und bei der Einarbeitung von Onlineberatern und in ihren Schulungskonzepten (ähnlich wie bei der Telefonseelsorge) berücksichtigen.

## Professionalisierung der Onlineberatung
Die Onlineberatung tritt sowohl bei den technischen und den infrastrukturellen Rahmenbedingungen als auch bei den fachlichen Qualifikationen der Onlineberater in die Professionalisierungsphase. Berufsverbände, Dach-, Fach-, Wohlfahrtsverbände und Kammern, aber auch Kostenträger entwickeln inzwischen Mindeststandards für technisch vertretbare und fachlich qualifizierte Onlineberatung. Erst wenige berufsständische Kammern und Verbände haben Qualitätsstandards für Onlineberatung bereits verbindlich eingeführt. Beispiele hierfür sind: die Telefonseelsorge Deutschland, der Berufsverband Deutscher Psychologinnen und Psychologen (BDP), die Föderation der Schweizer Psychologinnen und Psychologen (FSP) und Pro familia (Deutschland). Der Berufsverband Österreichischer Psychologinnen und Psychologen (BÖP) hat eine Arbeitsgruppe zu diesem Thema eingerichtet. In NRW haben sich die öffentliche und freie Wohlfahrtspflege auf gemeinsame Empfehlungen zur Onlineberatung geeinigt.

## Weiterbildung
In die Beraterausbildungen der verschiedenen Berufsgruppen und Beratungsverbände hat Onlineberatung bislang noch kaum Einzug gehalten. Dies hängt zum einen mit der zu Ende gehenden Pioniersituation zusammen, aber zum anderen auch damit, dass bislang meist nur einzelne Berater mit dieser Form der Beratung vertraut sind. Außerdem gehen viele Berater davon aus, dass man sich entscheiden könne, ob man Onlineberatung oder ausschließlich persönliche Beratung von Angesicht zu Angesicht praktiziert. Die Praxis zeigt jedoch, dass Onlineberatung vielfach geschieht, wo dies zunächst nicht angeboten wurde bzw. vorgesehen war: Beratungsstellen und Freiberufler erhalten Anfragen über das Internet und können an diesem Punkt nicht mehr zurück: Sie können nicht kommunizieren (Paul Watzlawick). Außerdem fragen Ratsuchende immer häufiger per Internet an und "tasten ab", ob sie eine Beratung in einer speziellen Einrichtung machen wollen. Die Kontaktanbahnung geschieht also immer häufiger per Internet (Homepage / E-Mail), ohne dass dies konzeptionell erfasst wäre. Aus diesen und weiteren Gründen zeichnet sich ab, dass die Grundkompetenz "Onlineberatung" in die Beraterausbildung generell gehört und dafür entsprechende Aus- und Weiterbildungsmodule notwendig sind. Es gibt allerdings erste Universitätslehrgänge zum Thema Onlineberatung zum Beispiel im psychologischen Bereich, da bedingt unter anderem durch die Corona-Krise die Bedeutung dieser Beratungsform deutlich an Relevanz gewonnen hat.